# Lifoudesmus pruvotae
Lifoudesmus pruvotae är en mångfotingart som beskrevs av Broelemann 1931. Lifoudesmus pruvotae ingår i släktet Lifoudesmus och familjen fingerdubbelfotingar. Inga underarter finns listade i Catalogue of Life.